# 猴面果
猴面果（学名：Artocarpus rigidus）为桑科波羅蜜屬下的一个种，原生于中印半岛南部及马来群岛西部。

## 分布
本种原生于中印半岛南部及马来群岛西部，包括婆罗洲、爪哇、小巽他群岛、马来半岛、缅甸、苏门答腊、泰国及越南。在台湾也有分布。
另有近缘物种野波罗蜜（Artocarpus lacucha）也被称为“猴面果”。

## 扩展阅读
- 維基物種上的相關：猴面果